# Tìm kiếm tài năng: Asia's Got Talent
Tìm kiếm tài năng châu Á (Asia's Got Talent) là một chương trình truyền hình tương tác mua lại bản quyền của Got Talent phát sóng trên kênh AXN. Đây là một cuộc thi tài năng cho mọi người ở mọi lứa tuổi biểu diễn khả năng của mình về ca hát, múa, ảo thuật, trình diễn nghệ thuật...để giành giải thưởng cao nhất trị giá 100.000 USD và một cơ hội được biểu diễn tại Marina Bay Sands. Chương trình được phát sóng lần đầu vào ngày 12 tháng 3 năm 2015 tại 20 quốc gia châu Á.
Chương trình được tổ chức bởi Marc Saw Nelson và Rovilson Fernandez, trong khi ban giám khảo là  Anggun, David Foster, Melanie C, và Ngô Kiến Hào. Melanie C là thành viên thứ ba của nhóm Spice Girls có vai trò là một giám khảo ở cuộc thi Got Talent (sau Mel B và Geri Halliwell), trong khi Anggun có lần thứ hai làm giám khảo ở Got Talent sau khi cô đã từng là giám khảo ở Got Talent của Indonesia. Chương trình này cũng được đồng tổ chức bởi YouTube Singapore và đài phát thanh Power98FM.
Vì không phải tất cả các thí sinh tham dự đều nói thông thạo tiếng Anh, vì thế họ sẽ sử dụng ngôn ngữ địa phương của họ và một màn hình thông dịch sẽ giúp hiểu những gì các giám khảo đang nói và ngược lại (phụ đề dịch được chiếu lên màn hình). Tuy nhiên, nếu các giám khảo có thể nói được ngôn ngữ địa phương của họ (như là Ngô Kiến Hào nói tiếng Quan Thoại và Anggun là người nói tiếng Indonesia) thì việc dịch ngôn ngữ là không cần thiết. Đây cũng không phải lần đầu một chương trình Got Talent có ban giám khảo đa ngôn ngữ.

## Phát triển
Sau khi được mua lại bản quyền bởi AXN Asia, Asia's Got Talent trở thành phiên bản thứ 63 của Got Talent được nhượng quyền thương mại. Ngày 15 tháng 1 năm 2015, ban giám khảo đã chính thức được tiết lộ gồm: Anggun, David Foster, Melanie C, và Ngô Kiến Hào. Ngày 24 tháng 1, Marc Nelson và Rovilson Fernandez đã được công bố là chủ của chương trình.
Chương trình sẽ có sự tham gia từ 14 quốc gia sau:
Các quốc gia mà Got Talent nhượng quyền thương mại:
| - Trung Quốc và Hồng Kông (China's Got Talent) - Ấn Độ (India's Got Talent) - Indonesia (Indonesia's Got Talent) - Myanmar (Myanmar's Got Talent) | - Philippines (Pilipinas Got Talent) - Hàn Quốc (Korea's Got Talent) - Thái Lan (Thailand's Got Talent) - Việt Nam (Vietnam's Got Talent) |

Các quốc gia Got Talent chưa nhượng quyền thương mại:
| - Nhật Bản - Malaysia - Mông Cổ | - Singapore - Sri Lanka - Đài Loan |

### Phát sóng qua màn ảnh
Ngoài việc mua bản quyền để phát sóng qua AXN Asia, FremantleAsia cũng đã được bảo đảm phát sóng miễn phí tại các kênh truyền hình ở Thái Lan, Việt Nam, Indonesia và Ấn Độ để phát sóng nhượng quyền sau khi phát sóng trên AXN Asia.
| Quốc gia  | Tiêu đề địa phương       | Kênh sóng      | Ngày công chiếu            | Thời gian | Dẫn chương trình                            |
| --------- | ------------------------ | -------------- | -------------------------- | --- | ------------------------------------------- |
| Indonesia | Asia's Got Talent        | antv           | 15 tháng 3 năm 2015        | Chủ nhật, 18 giờ | Indra Bekti, Shaheer Sheikh Mikha Tambayong |
| Thái Lan  | เอเชียก็อตทาเลนต์           | BEC Multimedia | 15 tháng 3 năm 2015        | Chủ nhật, 20 giờ 15 phút (Ra mắt trên 3 SD) Thứ hai, 9 giờ 30 phút (Phát lại trên Ch3 và 3 HD) Thứ bảy, 16 giờ (Phát lại trên 3 Family) | Victor Zheng                                |
| Việt Nam  | Tìm kiếm tài năng châu Á | VTV            | 15 tháng 3 năm 2015        | Chủ nhật & Thứ hai, 19 giờ 55 phút (Ra mắt trên VTV6) Thứ hai & Thứ ba 11 giờ (Phát lại trên VTV3)                                      | Phạm Hồng Thúy Vân                          |
| Việt Nam  | Tìm kiếm tài năng châu Á | HTV3           | Mùa 2: 14 tháng 7 năm 2017 | Thứ 7, 20 giờ |                                             |
| Việt Nam  | Tìm kiếm tài năng châu Á | HTV3           | Mùa 3: 16 tháng 2 năm 2019 | Thứ 7, 20 giờ |                                             |
| Ấn Độ     | Asia's Got Talent        | VH1 India      | ngày 18 tháng 4 năm 2015   | Thứ bảy & Chủ nhật, 21 giờ IST |                                             |

Chú ý
1. ↑  Shaheer chỉ dẫn chương trình ở bán kết, còn tại chung kết thì Shaheer được thay thế bởi Mikha Tambayong.
2. ↑  VH1 India chỉ phát sóng từ vòng bán kết và chung kết.